# Sulaimán Too
Para un lugar en Beluchistán, Pakistán con el mismo nombre, véase Takht-e-Sulaiman, y para otro en Azerbaiyán Occidental, Irán, véase Takht-i Suleiman
La montaña Sulaiman (también conocida como Taht-I-Suleiman, roca o trono de Suleimán o Salomón) se encuentra en la ciudad de Osh y fue en tiempos un lugar principal de peregrinación preislámica e islámica. El monte se alza abruptamente desde las llanuras que la rodean, del valle de Fergana y es un lugar popular entre los lugareños y los visitantes, con una espléndida vista.
Suleimán es un profeta que aparece en el Corán, y que se considera equivalente a la figura bíblica de Salomón. La montaña contiene un santuario que supuestamente marca su tumba. Las mujeres que ascienden al santuario en lo alto y se arrastran por una abertura cruzando la roca sagrada tendrán, según la leyenda, hijos sanos. Los árboles y arbustos de la montaña están cubiertos con numerosas "banderas de oración", pequeñas piezas de tela que están atadas a ellos.
Según la Unesco, la montaña es "«el ejemplo más completo de una montaña sagrada en cualquier lugar de Asia central, venerada a lo largo de varios milenios»". El lugar aún es popular entre los musulmanes locales, con escaleras que llevan al pico más alto donde hay una pequeña mezquita construida originariamente por Babur en 1510 y muy reconstruida a finales del siglo XX. 
La montaña también contiene un museo que fue excavado durante la época soviética, mostrando hallazgos arqueológicos de la zona y su historia. La ladera inferior de la montaña está rodeada por un cementerio.